# 美女与野兽 (1991年电影)
《美女与野兽》，是1991年華特迪士尼動畫所製作的第30部經典動畫電影長片，也是迪士尼文藝復興的第三部作品，改編自法國作家珍妮-瑪麗・勒普蘭斯・德博蒙於1756年發表的童話作品《美女与野兽》以及1946年的同名電影所啟發。
本片導演由 加里·特魯茨代爾 和柯克·維斯執導，唐·哈恩擔任製作，琳达·沃尔夫顿擔任編劇，劇情描繪著於一個被魔法變成野獸的王子和他的僕人，在遇見一名年輕的女子貝兒後，為了打破詛咒，野獸必須學會愛上貝兒，並在最後一片花瓣從魔法玫瑰上掉下來前換取她的愛，否則永遠成為野獸的故事，其配音陣容包含了佩吉·奧哈拉、羅比·班森 、理查德·懷特、傑利·歐貝屈 、安吉拉·蘭斯伯里等人。
過去，華特·迪士尼在1930年代和1950年代曾嘗試將《美女與野獸》改編成動畫電影，但最終沒有成功。在1989年《小美人魚》的成功之後，華特迪士尼影業決定改編這個童話故事，理查德·普杜姆（Richard Purdum）最初將電影設想為一部非音樂劇。在看過試卷後，迪士尼時任董事長傑弗瑞·卡森伯格放棄了普杜姆的想法，並下令將這部電影改成類似於《小美人魚》的音樂劇，作詞家霍華德·愛許曼和作曲家亞倫·孟肯為這部電影創作歌曲。由於擔任電影執行製片人的阿什曼，在電影上映前六個月死於艾滋病，因此這部電影也是為了紀念他的貢獻。
《美女与野兽》於1991年9月29日在紐約影展首映，此時電影仍尚未完成，隨後才於11月13日在埃爾卡皮坦劇院正式上映。截止2019年1月，在《美女與野獸》全球票房共收入3.31億美元，並因電影中浪漫的敘事、电脑技术的動畫、角色設計和音樂劇而廣受好評。並獲得了包括獲得了金球獎最佳音樂及喜劇電影、奥斯卡金像奖最佳原创音乐、最佳原创歌曲等多項大奖，且罕有地獲得奥斯卡最佳影片的提名。1994年4月，《美女與野獸》成為迪士尼第一部改編成百老匯音樂劇的動畫電影。另外，该片开创了迪士尼动画主题曲由知名歌星演唱的先河，並由席琳狄翁和皮波·布萊森演唱電影的主题曲。
該電影的IMAX版本於2002年發行，同年，這部電影因“具有文化、歷史或美學意義”而被美國國會圖書館選保存在國家影片登記表，2012年當《獅子王》3D重映成功後，該片的3D版本再度重映。由比爾·坎登執導的真人改編版則於2017年3月17日上映。
2014年，時代雜誌將《美女与野兽》評為迪士尼最偉大的電影，和有史以來最偉大的動畫電影之一。
2015-17年，迪士尼以本電影故事為基礎上，以真人版改編成一套實景電影，由艾瑪·華森擔任主角。

## 故事大綱
很久很久以前，在某個遙遠的國度住著一個名叫亞當的年輕的王子（Prince Adam）他擁有許多凡人無法得到的繁華奢侈的生活與一切。但是這個王子因為長期受盡寵溺的情況之下，脾氣變得非常暴躁又自私，個性逐漸變得自大狂妄，甚至完全都不顧與聆聽任何人的感受與想法與勸告。直至一日風雨交加的夜晚，一位年邁的老婦人來到城堡想要用手中的玫瑰花做為交換跟王子借宿一晚，但亞當王子非常嫌棄老婦人的長相醜陋的外貌而將之趕走，那位老婦人告誡亞當王子千萬不要只看外表，必須要懂得內在的根本。
就在亞當王子將大門關上的瞬間，老婦人竟變成一位名叫阿加特（Agathe）的美麗仙女。儘管亞當王子趕忙道歉卻受到仙女阿加特的懲處，因為仙女阿加特發現亞當王子沒有一點關注別人的愛心便將他變成一隻醜陋的野獸（Master Beast），並且對整個城堡以及裡面的人施下變成擁有魔法的家具的咒語。仙女阿加特將一面魔鏡和含苞待放的玫瑰花交給亞當王子，她留下的玫瑰被施下將在亞當王子年滿二十一歲時綻放的魔咒。假如亞當王子能夠在最後一片玫瑰花瓣掉落之前懂得去愛人，並且在獲得摯愛的情況之下才能從魔咒中獲得解放並且恢復人形，否則他將一輩子都成為野獸。隨著時間的流逝，巨大而恐怖的野獸羞於自己的外表而鎖在城堡裡，陷入失望和絕望之中，畢竟根本沒有人願意去愛上他現今的外表。
另一邊，在法國和平的小村鎮裡，住著一位生活不平凡名叫小拉·貝兒（Little La Belle）的少女，貝兒非常熱愛閱讀卻厭倦小鎮一成不變的生活，比起小鎮中的其他女性，她嚮往著書中冒險的人生。時常沉浸在閱讀中的貝兒顯得格格不入也找不到一個談得來的朋友。貝兒的父親－莫維斯博士（Doctor Maurice）是個發明家，鑽研發明但因常失敗而被鎮上的人嘲笑為瘋子。此時小鎮中的萬人迷加斯頓侯爵（Marquis Gaston）和來富先生（Monsieur le Fou）多次迷戀上貝兒。但是貝兒總是拒絕加斯頓的自戀與他的粗魯。
某天，莫維斯博士為了參加發明大賽而發明自動砍柴機，他帶著發明作品前往參賽的路上迷路，為逃離野狼群追趕而闖入城堡欲借宿。野獸發現莫維斯闖入城堡而大發雷霆便將他給關進牢房。貝兒看到家裡飼養的馬匹菲利普（Philippe）獨自回來卻不見父親，便騎著菲利普尋至城堡。當貝兒從城堡的地牢見到父親，她不得不自願留在城堡使野獸放走父親。當晚野獸要求貝兒共進晚餐卻遭拒絕，他命令城堡眾家具傭人不給她一些食物吃。貝兒在夜裡尋至廚房找些食物，家具傭人(包括蠟燭台－盧米亞爵士（Sir Lumiere），時鐘兼聽音機－葛士華爵士（Sir Cogsworth），茶壺－茶煲太太（Mrs. Potts），糖罐－茶煲女士（Lady Potts），牛奶罐－茶煲君（Lord Potts），茶杯－阿齊（Chip），掃把－掃把嬸嬸（Madame la Plumette），拖把－拖把嬸嬸（Madame la Serpillière），水桶－桶爵士（Sir le Seau）和爐子－爐子廚師（Chef le Fourneau）。)不顧野獸的命令熱情的招待貝兒並獻上餐桌秀。家具都希望貝兒能留下並期待她能破除魔咒。餐後盧米亞和葛士華帶貝兒參觀城堡，好奇的貝兒趁兩人不注意時偷偷闖入樓上的房間。殘破的房間其實是野獸的房間，野獸見其未經允許闖入便憤怒趕走貝兒。受驚嚇的貝兒因無法忍受野獸的野蠻無理，即時是深夜，仍騎著菲利普逃跑。她在路上遭狼群追殺，危急之際野獸趕到並趕走狼群，但野獸也因此受傷昏倒，貝兒只好將其帶回城堡並向野獸道謝。莫維斯回到小鎮後向加斯頓求救，但沒人相信莫維斯所說的野獸，嘲笑他是瘋子並將其趕出酒館。
野獸受貝兒細心的治療後，看到鬱鬱寡歡的貝兒決定為她做些甚麼，便將城堡圖書館送給貝兒做為禮物。兩人朝夕相處後，野獸漸漸心性改變，貝兒也看到野獸除外表以外的優點並漸漸接受他。一場浪漫的舞會後，野獸問貝兒為何皺眉，貝兒表示是因思念父親，野獸便將魔鏡借給貝兒，貝兒從鏡中看見年邁的父親獨自昏倒在來救自己的路上。愛上貝兒的野獸不忍貝兒難過，決定讓其自由，父女團聚，並將魔鏡送給她。城堡家具也因失去唯一的希望而難過。
同時加斯頓為得到貝兒，買通瘋人院院長，把莫維斯以瘋子的名義關入瘋人院，並以此威脅貝兒嫁給他。為證明父親沒有瘋，證明其所說的是事實，貝兒用魔鏡顯現野獸的真面目讓民眾相信其存在。加斯頓見貝兒看野獸的神情充滿感情而心生忌妒，便煽惑民眾對野獸的恐懼，集結小鎮的人前往消滅野獸，並將貝兒及莫維斯鎖在地下室。茶煲太太的兒子阿齊因偷偷躲進貝兒的包包而來到貝兒家，看見事情經過並用自動砍柴機解救了貝兒。
看見小鎮群眾為消滅野獸而來，野獸心灰意冷，覺得貝兒終究無法接受醜陋的自己，再也不會回來便無心應戰。然而衣櫥－盧米亞爵士（Madame l'Armoire），大鍵琴－卡丹薩大師（Maestro Cadenza），腳凳－弗魯弗魯史頓（Sultan Fru-Fru），音樂盒－音樂盒大師（Maestro le Boîte à Musique），衣帽架－沙波爵士（Sir Chapeau），講台－奧克斯費爾德教授（Professor Oxford）和地球儀－坎布里奇教授（Professor Cambridge）和所有其他家具為保衛城堡，利用自身是物品的優勢嚇跑了來富和闖入者們。此時加斯頓已找到野獸並趁其不注意攻擊，已放棄的野獸本無心抵抗，然而看見貝兒回來，重新振作應戰，兩人在城堡屋頂扭打，野獸戰勝加斯頓，欲將其丟下懸崖，然而在加斯頓的求情下，野獸決定放過加斯頓。正當野獸與貝兒重逢時，加斯頓突然從野獸背後用匕首捅其一刀，貝兒情急抓住野獸使其不墜落懸崖，而加斯頓則失足墜落懸崖。
野獸最終因受重傷而瀕死時，傷心的貝兒趴在野獸身上在最後一片花瓣掉落前說出「我愛你」的話。此時金粉灑下，野獸變回亞當王子，城堡魔咒破除，所有家具恢復成動物，眾人在城堡中跳舞，從此過著幸福快樂的日子。

## 配音员
| 演員                     | 演員                     | 演員                                                                                       | 演員                                                     | 角色                                                                                                   |
| 英語                     | Mandarin Chinese Version | 粵語                                                                                       | 大陆版本 TV                                              | 角色                                                                                                   |
| ------------------------ | ------------------------ | ------------------------------------------------------------------------------------------ | -------------------------------------------------------- | --- |
| 佩琪·奧哈拉              | 劉小芸 施彩雲（唱）      | 陳寶珊 楊淑貞（唱） 郭碧珍（2002年）                                                       | 薛白 海英（唱）                                          | 美女小拉·貝兒（Little La Belle the Beauty）                                                            |
| 羅比·班森                | 杜德勳 林文俊（唱）      | 蔡雅各 雷有輝（唱） 高翰文（2002年）                                                       | 王凯                                                     | 野獸W.D.·拉·貝特主人（Master W.D. la Bête the Beast） 男性亞當·洛姆王子（Prince Adam l'Homme the Man） |
| 理查德·懷特              | 郭如舜 陳榮貴（唱）      | 麥志成                                                                                     | 李志伟                                                   | 加斯頓侯爵（Marquis Gaston）                                                                           |
| 傑瑞·厄巴赫              | 姜先誠                   | 葉振邦 梁灼彬（唱）                                                                        | 任亚明                                                   | 盧米亞·茶煲爵士（Sir Lumière Potts）                                                                   |
| 大衛·奧根·史迪爾斯       | 胡大衛                   | 吳錦源                                                                                     | 吴凌云                                                   | 亨利·葛士華爵士（Sir Henry Cogsworth）                                                                 |
| 安琪拉·藍斯伯里          | 崔幗夫                   | 陳麗卿                                                                                     | 廖菁                                                     | 比阿特麗斯·茶煲（Beatrice Potts）                                                                      |
| 布萊德里·皮斯            | 胡敬詮                   | 廖若穎                                                                                     | 蔡加尔                                                   | 阿齊·茶煲（Chip Potts）                                                                                |
| 雷克斯·艾弗哈特          | 胡立成                   | 盧國雄                                                                                     | 宣晓鸥                                                   | 莫維斯博士（Doctor Maurice）                                                                           |
| 傑西·科蒂                | 李勇                     | 關信培 蔣志光（唱）                                                                        | 郭政建                                                   | 來富先生（Monsieur le Fou）                                                                            |
| 哈爾·史密斯              | 使用原音                 | 使用原音                                                                                   | 使用原音                                                 | 費利佩（Philippe）                                                                                     |
| 喬安·沃雷                | 王華怡 李寶琦（唱）      | 謝月美                                                                                     |                                                          | 衣櫥的大嘴嬸嬸（Madame de la Grand Bouche l'Armoire）                                                  |
| 马莉·凯·伯格曼 凱斯·索西 | 劉小芸                   |                                                                                            | 毛毛头                                                   | 姑娘們（The Bimbettes）                                                                                |
| 布萊恩·康明斯            | 洪明                     | 甄錦華                                                                                     |                                                          | 爐子布歇廚師（Chef Boucher le Fourneau）                                                               |
| CCH·龐德                 |                          |                                                                                            |                                                          | 仙女阿加特（Agathe the Enchantress）                                                                   |
| 艾文·艾佩斯頓            | 佟紹宗                   | 甄錦華                                                                                     |                                                          | 書店老闆（The Bookseller）                                                                             |
| 東尼·傑                  | 佟紹宗                   | 黃韻材                                                                                     |                                                          | 達克先生（Monsieur d'Arque）                                                                           |
| 艾雷克·墨菲              | 洪明                     | 黃韻材                                                                                     |                                                          | 烘焙師（The Baker）                                                                                    |
| 金米·羅伯特森            | 李映淑                   | 姚天麗                                                                                     |                                                          | 掃把菲菲嬸嬸（Madame Fifi la Plumette）                                                                |
| 肯尼斯·馬爾斯            |                          |                                                                                            |                                                          | 衣帽架沙波爵士（Sir Chapeau le Porte-Manteau）                                                         |
| 丹尼·葉夫曼              |                          |                                                                                            |                                                          | 卡丹薩的大嘴大師（Maestro Cadenza de la Grand Bouche）                                                 |
| 無                       | 無                       | 無                                                                                         | 無                                                       | 音樂盒大師和轎子爵士（Maestro le Boîte à Musique and Sir le Palanquin）                                |
| 法蘭克·華爾克            | 使用原音                 | 使用原音                                                                                   | 使用原音                                                 | 腳凳弗魯弗魯的大嘴史頓和狼群（Sultan Fru-Fru de la Grand Bouche le Repose-Pieds and the Wolf Pack）    |
| 裘德·洛                  | 佟紹宗                   | 洪朝豐                                                                                     |                                                          | 旁白（The Narrator）                                                                                   |
|                          |                          | 張偉文 譚錫禧 黃偉年 雷有曜 柳重言 胡啟榮 馮文傑 周小君 白嘉倩 蔡立兒 崔雅儀 曹潔敏 陳碧清 | 李本华 王毅宁 丁伟 段思彰 赵晓明 李欣 张瑶涵 徐燕 扈茜茜 | |

## 續集電影
1997年11月11日，美女與野獸：貝兒的心願 （页面存档备份，存于）（Beauty and the Beast: The Enchanted Christmas）
1998年2月17日，美女與野獸：貝兒的奇幻世界 （页面存档备份，存于）（Beauty and the Beast: Belle's Magical World）

## 歌曲
- "Belle" - Belle、Gaston、Bimbettes、Villagers
- "Gaston" - Gaston、Le Fou、Bimbettes、Gaston's buddies
- "Be Our Guest" - Lumière、Mrs. Potts
- "Something There" - Belle、Beast、Lumière、Cogsworth、Mrs. Potts
- "Human Again" - Lumière、Cogsworth、Mrs. Potts、Armoire
- "Beauty and the Beast" - Mrs. Potts
- "The Mob Song" - Gaston、Gaston's buddies、Villagers
- “不死的真爱，守往永远” - 主唱：成龙，陈淑桦

## 評價
《美女與野獸》廣受媒體和影評家的好評，爛番茄新鮮度94%，基於118條評論，平均分為8.5/10。在Metacritic上根據22條評論，得到95分（滿分100分），截至2022年5月15日，名列該網站影史百大動畫電影第6名。影院評分調查觀眾評級獲得「A+」的罕見高度評價。

## 榮譽
| 獎項和提名名單           | 獎項和提名名單          | 獎項和提名名單                   | 獎項和提名名單 | 獎項和提名名單    | 獎項和提名名單 |
| 獎項                     | 日期                    | 類別                             | 提名 | 結果              | 備註           |
| ------------------------ | ----------------------- | -------------------------------- | --- | ----------------- | -------------- |
| 第64届奥斯卡金像奖       | 1992年3月30日           | 最佳影片                         | 唐·哈恩 | 提名              | [ 17 ]         |
| 第64届奥斯卡金像奖       | 1992年3月30日           | 原創配樂                         | 亞倫·孟肯 | 獲獎              | [ 17 ]         |
| 第64届奥斯卡金像奖       | 1992年3月30日           | 原创歌曲                         | '（《美女与野兽》片尾曲） • 曲：亚伦·孟肯 • 词：霍華德·愛許曼 | 提名              | [ 17 ]         |
| 第64届奥斯卡金像奖       | 1992年3月30日           | 原创歌曲                         | • 曲：亚伦·孟肯 • 词：霍華德·愛許曼 | 獲獎              | [ 17 ]         |
| 第64届奥斯卡金像奖       | 1992年3月30日           | 原创歌曲                         | • 曲：亚伦·孟肯 • 词：霍華德·愛許曼 | 提名              | [ 17 ]         |
| 第64届奥斯卡金像奖       | 1992年3月30日           | 音效                             | 特里·波特、梅尔·梅特卡夫、大卫·哈德森 和 多克·凯恩 | 提名              | [ 17 ]         |
| 第20屆安妮獎             | 1992年11月14日          | 1992 年 11 月 14 日 最佳動畫長片 | 1992 年 11 月 14 日 最佳動畫長片 | 獲獎              | [ 18 ]         |
| 第20屆安妮獎             | 1992年11月14日          | 動畫領域傑出個人成就             | 葛連·基恩 | 獲獎              | [ 18 ]         |
| 第46屆英国电影学院奖     | 1993年3月21日           | 最佳原創電影配樂                 | 霍華德·愛許曼 | 提名              | [ 19 ]         |
| 第46屆英国电影学院奖     | 1993年3月21日           | 最佳特殊視覺效果                 | 蘭迪·福爾墨 | 提名              | [ 19 ]         |
| 1991年芝加哥影评人协会奖 | 1992年3月5日            | 最佳影片                         | 最佳影片 | 提名              | [ 20 ]         |
| 达拉斯—沃斯堡影评人协会  | 1992年                  | 最佳影片                         | 最佳影片 | 第三名            |                |
| 达拉斯—沃斯堡影评人协会  | 1992年                  | 最佳動畫電影                     | 最佳動畫電影 | 獲獎              |                |
| 第49屆安妮獎             | 1992年1月18日           | 最佳電影-音樂或喜劇              | 最佳電影-音樂或喜劇 | 獲獎              | [ 21 ] [ 22 ]  |
| 第49屆安妮獎             | 1992年1月18日           | 最佳原創配樂——電影               | 亚伦·孟肯 | 獲獎              | [ 21 ] [ 22 ]  |
| 第49屆安妮獎             | 1992年1月18日           | 最佳原創歌曲 - 電影              | • 曲：亚伦·孟肯 • 词：霍華德·愛許曼 | 提名              | [ 21 ] [ 22 ]  |
| 第49屆安妮獎             | 1992年1月18日           | 最佳原創歌曲 - 電影              | • 曲：亚伦·孟肯 • 词：霍華德·愛許曼 | 獲獎              | [ 21 ] [ 22 ]  |
| 第35屆葛萊美獎           | 1993年2月24日           | 年度專輯                         | 《美女與野獸》電影原聲帶 | 提名              | [ 23 ] [ 24 ]  |
| 第35屆葛萊美獎           | 1993年2月24日           | 年度紀錄                         | "Beauty and the Beast" – 席琳·狄翁與皮波·布萊森 | 提名              | [ 23 ] [ 24 ]  |
| 第35屆葛萊美獎           | 1993年2月24日           | 年度歌曲                         | "Beauty and the Beast" – 亚伦·孟肯與霍華德·愛許曼 | 提名              | [ 23 ] [ 24 ]  |
| 第35屆葛萊美獎           | 1993年2月24日           | 最佳兒童專輯                     | 《美女與野獸》電影原聲帶 | 獲獎              | [ 23 ] [ 24 ]  |
| 第35屆葛萊美獎           | 1993年2月24日           | 最佳流行樂器演奏                 | 《美女與野獸》——理查德·考夫曼 | 獲獎              | [ 23 ] [ 24 ]  |
| 第35屆葛萊美獎           | 1993年2月24日           | 最佳流行二重奏或組合演唱         | "Beauty and the Beast" – 席琳·狄翁與皮波·布萊森 | 獲獎              | [ 23 ] [ 24 ]  |
| 第35屆葛萊美獎           | 1993年2月24日           | 為電影或電視創作的最佳器樂作品   | Beauty and the Beast – 亚伦·孟肯 | 獲獎              | [ 23 ] [ 24 ]  |
| 第35屆葛萊美獎           | 1993年2月24日           | 為電影或電視專門寫的最佳歌曲     | "Beauty and the Beast" – 亚伦·孟肯與霍華德·愛許曼 | 獲獎              | [ 23 ] [ 24 ]  |
| 雨果奖                   | 1992年9月3日至7日       | 最佳戲劇表演                     | 加里·特魯茨代爾 、柯克·維斯、琳达·沃尔夫顿 羅傑·艾勒斯、凱利·艾西貝瑞、布蘭達·查普曼 珍妮-瑪麗・勒普蘭斯・德博蒙、Tom Ellery, Kevin Harkey, Robert Lence, 伯尼·麥丁森、布萊恩·皮曼特 喬·拉恩夫特、克里斯·桑德斯與Bruce Woodside | 提名              | [ 25 ]         |
| 堪薩斯城影評人協會獎     | 1992年                  | 最佳動畫電影                     | 最佳動畫電影 | 獲獎              | [ 26 ]         |
| 洛杉磯影評人協會         | 1991年12月14日          | 最佳動畫電影                     | 加里·特魯茨代爾與柯克·維斯 | 獲獎              | [ 27 ]         |
| 國家審查委員會獎         | 1991年12月16日          | 動畫特別獎                       | 動畫特別獎 | 獲獎              | [ 28 ]         |
| 網絡影視協會獎           | 2021年                  | 名人堂——電影                     | 名人堂——電影 | Inducted          | [ 29 ] [ 30 ]  |
| 網絡影視協會獎           | 2021年                  | 名人堂——歌曲                     | "Beauty and the Beast" | Inducted          | [ 29 ] [ 30 ]  |
| 第七屆卫星奖             | 2003年1月12日           | 傑出青年DVD                      | 傑出青年DVD | 提名              | [ 31 ]         |
| 第19屆土星獎             | 1993年6月8日            | 最佳奇幻電影                     | 最佳奇幻電影 | 提名              | [ 32 ]         |
| 第19屆土星獎             | 1993年6月8日            | 最佳音樂                         | 亚伦·孟肯 | 提名              | [ 32 ]         |
| 第19屆土星獎             | 2003年5月18日（第29屆） | 最佳經典電影DVD發行              | 最佳經典電影DVD發行 | 提名              | [ 32 ]         |
| 第14屆青年藝術家獎       | 1993年1月16日           | 年度傑出家庭娛樂                 | 年度傑出家庭娛樂 | 獲獎 （與阿拉丁） | [ 33 ]         |

這部電影在以下列表中被美國電影協會認可：
- AFI百年百大電影– 提名[34]
- AFI百年百大愛情電影– 第34名
- AFI百年百大英雄與反派

貝兒 – 英雄提名
- AFI百年百大电影歌曲：

《Beauty and the Beast》——第62名
《Be Our Guest》 – 提名d
- AFI百年百大歌舞電影- 第22名[37]
- AFI百年百大电影 (2007年版) – 提名[38]
- AFI十大類型十大佳片 – 動畫電影第七名

## 影響
電影和其中的角色直至今日依然在流行文化中活躍，出現在許多迪士尼主題樂園和其他形式的娛樂作品中。日本動畫導演細田守曾稱自己任職東映動畫時期正是受該作感動，決定留在動畫界發展和立定未來要以自己的方式詮釋《美女與野獸》的想法，並且於時隔30年後取材該片的概念，製成2021年動畫電影《龍與雀斑公主》。

## 發行
此片已经分别由博伟、洲立在台湾、香港发行，VCD已经由中录德加拉在中国大陆发行。电影原声带由滚石唱片在两岸发行后，EMI、艾迴分别在中国大陆、台湾再度发行。
2007年，大陆央视6台佳片有约重新做一条国语配音，是中国大陆第一次为该片配音。

## 外部連結
- 官方网站
- 互联网电影数据库（IMDb）上《美女与野兽》的资料（英文）
- 美国电影学会目录上的《美女与野兽》（英文）
- AllMovie上《美女与野兽》的资料（英文）
- 豆瓣电影上《美女与野兽》的資料 （简体中文）
- 爛番茄上《美女与野兽》的資料（英文）
- Metacritic上《Beauty and the Beast》的資料（英文）
- Box Office Mojo上《美女与野兽》的資料（英文）
- TCM电影资料库上《美女与野兽》的资料（英文）
- 大卡通資料庫上《美女与野兽》的資料（英文）

- 在Discogs上的《美女与野兽 (1991年电影)》（发行列表）
- Beauty and the Beast essay by Daniel Eagan in America's Film Legacy: The Authoritative Guide to the Landmark Movies in the National Film Registry, A&C Black, 2010 ISBN 0826429777, pages 807-808  （页面存档备份，存于）